# Legislatura 2020-2024 (Senat)
| Partid | Partid                                 | Mandate alese | Mandate alese | Pierdute | Câștigate | Mandate prezent | Mandate prezent |
| Partid | Partid                                 | Mandate       | %             | Pierdute | Câștigate | Mandate         | %               |
| ------ | -------------------------------------- | ------------- | ------------- | -------- | --------- | --------------- | --------------- |
|        | Partidul Social Democrat               | 47            | 34.55%        | 1        | 0         | 46              | 33.82%          |
|        | Partidul Național Liberal              | 41            | 30.14%        | 3        | 0         | 38              | 27.94%          |
|        | Uniunea Salvați România                | 25            | 18.38%        | 0        | 0         | 25              | 18.38%          |
|        | Alianța pentru Unirea Românilor        | 14            | 10.29%        | 1        | 0         | 13              | 9.56%           |
|        | Uniunea Democrată Maghiară din România | 9             | 6.61%         | 0        | 0         | 9               | 6.61%           |
|        | Forța Dreptei                          | —             | —             | 0        | 3         | 3               | 2.20%           |
|        | Partidul Puterii Umaniste              | —             | —             | 0        | 1         | 1               | 0.73%           |
|        | Partidul Neamului Românesc             | —             | —             | 0        | 1         | 1               | 0.73%           |
| Total  | Total                                  | 136           | 100           | —        | —         | 136             | 100             |

### Compoziția guvernelor și opoziției

#### Iunie 2023 - decembrie 2024
| Guvern                  | Forțe politice | Forțe politice                                | Poziție                      | Ideologie                                                          | Mandate      |
| ----------------------- | -------------- | --------------------------------------------- | ---------------------------- | ------------------------------------------------------------------ | ------------ |
| Guvernul Marcel Ciolacu |                | Partidul Național Liberal (PNL)               | Centru-dreapta               | Populism, Pro-europenism,                                          | 85 / 136 65% |
| Guvernul Marcel Ciolacu |                | Partidul Social Democrat (PSD)                | Centru-stânga                | Social democrație, Populism de stânga, Conservatorism social       | 85 / 136 65% |
| Guvernul Marcel Ciolacu |                | Partidul Puterii Umaniste (PPU)               | Centru-stânga                | Liberalism social, Umanism pragmatic, Protecționism                | 85 / 136 65% |
|                         |                |                                               |                              |                                                                    | 85 / 136 65% |
| Opoziție                |                | Uniunea Salvați România (USR)                 | Centru-dreapta               | Progresism, Anticorupție, Pro-europenism                           | 51 / 136 35% |
| Opoziție                |                | Alianța pentru Unirea Românilor (AUR)         | Dreapta spre extrema dreaptă | Naționalism românesc, Populism de dreapta, Euroscepticism slab     | 51 / 136 35% |
| Opoziție                |                | Uniunea Democrată Maghiară din România (UDMR) | Centru-dreapta               | Drepturile minorității maghiare, Creștin democrație, Transilvanism | 51 / 136 35% |
| Opoziție                |                | Forța Dreptei                                 | Centru-dreapta               | Liberalism conservator, Creștin-democrație, Pro-europenism         | 51 / 136 35% |
| Opoziție                |                | Partidul Neamului Românesc (PNR)              | Dreapta spre extrema dreaptă | Naționalism românesc, Conservatorism național, Euroscepticism      | 51 / 136 35% |

#### Noiembrie 2021 - Iunie 2023
În luna noiembrie, Klaus Iohannis îl desemnează din nou pe generalul Nicolae Ciucă să formeze o majoritate solidă cu PSD și UDMR. Pe 25 noiembrie 2021, guvernul Ciucă este investit de către Parlament, acesta fiind format din PNL, PSD și UDMR și susținut de minorități în Parlament. Președinții Senatului și Camerei Deputaților au fost aleși pe 23 noiembrie 2021, la Senat fiind ales Florin Cîțu (PNL) iar la Camera Deputaților Marcel Ciolacu (PSD).
Ca urmare a crizei politice care a rezultat într-un guvern PNL-PSD-UDMR, parlamentarii apropiați fostului lider al PNL Ludovic Orban (exclus din partid în noiembrie), au demisionat din grupul parlamentar al PNL și mai târziu din partid.
| Guvern                 | Forțe politice | Forțe politice                                | Poziție                      | Ideologie                                                          | Mandate      |
| ---------------------- | -------------- | --------------------------------------------- | ---------------------------- | ------------------------------------------------------------------ | ------------ |
| Guvernul Nicolae Ciucă |                | Partidul Național Liberal (PNL)               | Centru-dreapta               | Populism, Pro-europenism,                                          | 94 / 136 71% |
| Guvernul Nicolae Ciucă |                | Partidul Social Democrat (PSD)                | Centru-stânga                | Social democrație, Populism de stânga, Conservatorism social       | 94 / 136 71% |
| Guvernul Nicolae Ciucă |                | Uniunea Democrată Maghiară din România (UDMR) | Centru-dreapta               | Drepturile minorității maghiare, Creștin democrație, Transilvanism | 94 / 136 71% |
| Guvernul Nicolae Ciucă |                | Partidul Puterii Umaniste (PPU)               | Centru-stânga                | Liberalism social, Umanism pragmatic, Protecționism                | 94 / 136 71% |
|                        |                |                                               |                              |                                                                    |              |
| Opoziție               |                | Uniunea Salvați România (USR)                 | Centru-dreapta               | Progresism, Anticorupție, Pro-europenism                           | 42 / 136 29% |
| Opoziție               |                | Alianța pentru Unirea Românilor (AUR)         | Dreapta spre extrema dreaptă | Naționalism românesc, Populism de dreapta, Euroscepticism slab     | 42 / 136 29% |
| Opoziție               |                | Forța Dreptei                                 | Centru-dreapta               | Liberalism conservator, Creștin-democrație, Pro-europenism         | 42 / 136 29% |
| Opoziție               |                | Partidul Neamului Românesc (PNR)              | Dreapta spre extrema dreaptă | Naționalism românesc, Conservatorism național, Euroscepticism      | 42 / 136 29% |

#### Septembrie - Noiembrie 2021
În luna septembrie ca urmare a demiterii ministrului justiției Stelian Ion (USR), s-a declanșat criza politică prin ieșirea USR din guvern. Pe 5 octombrie, guvernul Cîțu este demis prin moțiune de cenzură iar acesta o să conducă în interimat până la data de 25 noiembrie 2021. După eșecul desemnării a două guverne, guvernul Cioloș 2 eșuând în a găsi o majoritate prin care să-i fie desemnat guvernul monocolor, nici Nicolae Ciucă nu reușește să găsească majoritate și își depune mandatul înainte de a ajunge la votul din Parlament.
| Guvern               | Forțe politice | Forțe politice                                | Poziție                      | Ideologie                                                          | Mandate      |
| -------------------- | -------------- | --------------------------------------------- | ---------------------------- | ------------------------------------------------------------------ | ------------ |
| Guvernul Florin Cîțu |                | Partidul Național Liberal (PNL)               | Centru-dreapta               | Liberalism conservator, Pro-europenism,                            | 50 / 136 37% |
| Guvernul Florin Cîțu |                | Uniunea Democrată Maghiară din România (UDMR) | Centru-dreapta               | Drepturile minorității maghiare, Creștin democrație, Transilvanism | 50 / 136 37% |
|                      |                |                                               |                              |                                                                    |              |
| Opoziție             |                | Partidul Social Democrat (PSD)                | Centru-stânga                | Social democrație, Populism de stânga, Conservatorism social       | 86 / 136 63% |
| Opoziție             |                | Uniunea Salvați România (USR)                 | Centru-dreapta               | Progresism, Anticorupție, Pro-europenism                           | 86 / 136 63% |
| Opoziție             |                | Alianța pentru Unirea Românilor (AUR)         | Dreapta spre extrema dreaptă | Naționalism românesc, Populism de dreapta, Euroscepticism slab     | 86 / 136 63% |
| Opoziție             |                | Partidul Puterii Umaniste (PPU)               | Centru-stânga                | Liberalism social, Umanism pragmatic, Protecționism                | 86 / 136 63% |
| Opoziție             |                | Partidul Neamului Românesc (PNR)              | Dreapta spre extrema dreaptă | Naționalism românesc, Conservatorism național, Euroscepticism      | 86 / 136 63% |

#### 2020 - Septembrie 2021
Funcția de Președinte al Senatului pentru această legislatură a fost ocupată de Anca Dragu, de la USR. În luna noiembrie ca urmare a desemnării și învestirii guvernului Ciucă, Anca Dragu a fost demisă din funcția de Președinte al Senatului, luându-i locul Florin Cîțu, președintele PNL.
| Guvern               | Forțe politice | Forțe politice                                | Poziție                      | Ideologie                                                          | Mandate      |
| -------------------- | -------------- | --------------------------------------------- | ---------------------------- | ------------------------------------------------------------------ | ------------ |
| Guvernul Florin Cîțu |                | Partidul Național Liberal (PNL)               | Centru-dreapta               | Liberalism conservator, Pro-europenism, Naționalism economic       | 75 / 136 55% |
| Guvernul Florin Cîțu |                | Uniunea Salvați România (USR)                 | Centru-dreapta               | Progresism, Anticorupție, Pro-europenism                           | 75 / 136 55% |
| Guvernul Florin Cîțu |                | Uniunea Democrată Maghiară din România (UDMR) | Centru-dreapta               | Drepturile minorității maghiare, Creștin democrație, Transilvanism | 75 / 136 55% |
|                      |                |                                               |                              |                                                                    |              |
| Opoziție             |                | Partidul Social Democrat (PSD)                | Centru-stânga                | Social democrație, Populism de stânga, Conservatorism social       | 51 / 136 45% |
| Opoziție             |                | Alianța pentru Unirea Românilor (AUR)         | Dreapta spre extrema dreaptă | Naționalism românesc, Populism de dreapta, Euroscepticism slab     | 51 / 136 45% |

## Lista senatorilor
Cei 136 de senatori din România în legislatura 2020–2024:
| Număr | Prenume și nume                      | Denumire        | Grup parlamentar | Observație                  |
| ----- | ------------------------------------ | --------------- | ---------------- | --------------------------- |
| 1/1   | Sorin-Ioan Bumb                      | Alba            | PNL              | până la 1 mai 2023          |
| 1/2   | Claudiu-Vasile Răcuci                | Alba            | PNL              | de la 26 iunie 2023         |
| 2     | Călin-Gheorghe Matieș                | Alba            | AUR              | ales din partea PSD         |
| 3     | Ioan Cristina                        | Arad            | PNL              |                             |
| 4     | Eusebiu-Manea Pistru-Popa            | Arad            | PSD              |                             |
| 5     | Sergiu Cosmin Vlad                   | Arad            | USR              |                             |
| 6     | Dănuț Bica                           | Argeș           | PNL              |                             |
| 7     | Ion-Narcis Mircescu                  | Argeș           | USR              |                             |
| 8     | Ovidiu Puiu                          | Argeș           | PSD              |                             |
| 9     | Cristina-Mariana Stocheci            | Argeș           | PSD              |                             |
| 10    | Ionela-Cristina Breahnă-Pravăț       | Bacău           | PSD              |                             |
| 11    | Sebastian Cernic                     | Bacău           | USR              |                             |
| 12    | Cătălin-Daniel Fenechiu              | Bacău           | PNL              |                             |
| 13    | Bianca-Mihaela Purcărin              | Bacău           | PSD              |                             |
| 14    | Florian Dorel Bodog                  | Bihor           | PSD              |                             |
| 15/1  | Gheorghe Carp                        | Bihor           | PNL              | până la 1 mai 2022          |
| 15/2  | Patricia-Simina-Arina Moș            | Bihor           | PNL              | de la 4 octombrie 2022      |
| 16    | Attila-Zoltán Cseke                  | Bihor           | UDMR             |                             |
| 17    | Adrian Hatos                         | Bihor           | PNL              |                             |
| 18    | Ioan Deneș                           | Bistrița-Năsăud | PSD              |                             |
| 19    | Ovidiu-Iosif Florean                 | Bistrița-Năsăud | AUR              | ales din partea PNL         |
| 20    | Vasile-Cristian Achiței              | Botoșani        | PNL              |                             |
| 21    | Dorinel Cosma                        | Botoșani        | AUR              |                             |
| 22    | Lucian Trufin                        | Botoșani        | PSD              |                             |
| 23    | Ambrozie-Irineu Darău                | Brașov          | USR              |                             |
| 24    | Marius-Alexandru Dunca               | Brașov          | PSD              |                             |
| 25    | Marius-Gheorghe Toanchină            | Brașov          | PSD              |                             |
| 26    | Mihail Veștea                        | Brașov          | PNL              |                             |
| 27    | Andrei Hangan                        | Brăila          | AUR              |                             |
| 28    | Ion Rotaru                           | Brăila          | PSD              |                             |
| 29    | Vlad-Mircea Pufu                     | Buzău           | PNL              |                             |
| 30    | Lucian Romașcanu                     | Buzău           | PSD              |                             |
| 31    | Liliana Sbîrnea                      | Buzău           | PSD              |                             |
| 32/1  | Ion Mocioalcă                        | Caraș-Severin   | PSD              | până la 13 octombrie 2023   |
| 32/2  | Adrian-Constantin Torma              | Caraș-Severin   | PSD              | de la 23 octombrie 2023     |
| 33    | Ion Marcel Vela                      | Caraș-Severin   | PNL              |                             |
| 34    | Nicușor Cionoiu                      | Călărași        | PSD              |                             |
| 35    | Ciprian Pandea                       | Călărași        | PNL              |                             |
| 36    | Cristian Bordei                      | Cluj            | PLUS             |                             |
| 37    | Vasile Dîncu                         | Cluj            | PSD              |                             |
| 38    | Attila László                        | Cluj            | UDMR             |                             |
| 39    | Nechita-Adrian Oros                  | Cluj            | FD               | ales din partea PNL         |
| 40    | Evdochia Aelenei                     | Constanța       | AUR              |                             |
| 41    | Septimiu-Sebastian Bourceanu         | Constanța       | PNL              |                             |
| 42    | Sorin-Cristian Mateescu              | Constanța       | AUR              |                             |
| 43    | Eugen-Remus Negoi                    | Constanța       | USR              |                             |
| 44    | Felix Stroe                          | Constanța       | PSD              |                             |
| 45    | László-Ödön Fejér                    | Covasna         | UDMR             |                             |
| 46    | Ionuț Neagu                          | Covasna         | AUR              |                             |
| 47    | Titus Corlățean                      | Dâmbovița       | PSD              |                             |
| 48    | Virgil Guran                         | Dâmbovița       | PNL              |                             |
| 49    | Ion-Dragoș Popescu                   | Dâmbovița       | REPER            | ales din partea USR-PLUS    |
| 50    | Nicolae Ionel Ciucă                  | Dolj            | PNL              |                             |
| 51    | Mihail Genoiu                        | Dolj            | PSD              |                             |
| 52    | Cosmin-Marian Poteraș                | Dolj            | REPER            | ales din partea USR-PLUS    |
| 53    | Ion Prioteasa                        | Dolj            | PSD              |                             |
| 54    | Laura Georgescu                      | Galați          | PSD              |                             |
| 55    | Marius Humelnicu                     | Galați          | PSD              |                             |
| 56    | Andrei Postică                       | Galați          | USR              |                             |
| 57    | George Scarlat                       | Galați          | PNL              |                             |
| 58    | Robert Cazanciuc                     | Giurgiu         | PSD              |                             |
| 59    | Toma-Florin Petcu                    | Giurgiu         | PNL              |                             |
| 60    | Ion Iordache                         | Gorj            | PNL              |                             |
| 61    | Ion-Cristinel Rujan                  | Gorj            | PSD              |                             |
| 62    | István-Loránt Antal                  | Harghita        | UDMR             |                             |
| 63    | Barna Tánczos                        | Harghita        | UDMR             |                             |
| 64    | Lucica Dina Muntean                  | Hunedoara       | PNL              |                             |
| 65    | Vasilică Potecă                      | Hunedoara       | AUR              | ales din partea PNL         |
| 66    | Cornel-Cristian Resmeriță            | Hunedoara       | PSD              |                             |
| 67    | Rodica Boancă                        | Ialomița        | Independent      | aleasă din partea AUR       |
| 68    | Adrian Costea                        | Ialomița        | AUR              |                             |
| 69    | Cristinel-Gabriel Berea              | Iași            | PLUS             |                             |
| 70    | Marius Bodea                         | Iași            | USR              |                             |
| 71    | Diana Iovanovici-Șoșoacă             | Iași            | S.O.S. România   | aleasă din partea AUR       |
| 72    | Maricel Popa                         | Iași            | PSD              |                             |
| 73/1  | Laura-Iuliana Scântei                | Iași            | PNL              | până la 10 iunie 2022       |
| 73/2  | Liviu Brătescu                       | Iași            | PNL              | de la 14 iunie 2022         |
| 74    | Alfred-Laurentiu-Antonio Mihai       | Ilfov           | PSD              |                             |
| 75    | Nicoleta Pauliuc                     | Ilfov           | PNL              |                             |
| 76    | Dan Ivan                             | Maramureș       | USR              |                             |
| 77    | Cristian-Augustin Niculescu-Țâgârlaș | Maramureș       | PNL              |                             |
| 78    | Sorin Vlașin                         | Maramureș       | PSD              |                             |
| 79    | Stela Firu                           | Mehedinți       | PNL              |                             |
| 80    | Liviu-Lucian Mazilu                  | Mehedinți       | PSD              |                             |
| 81    | Leonard Azamfirei                    | Mureș           | PSD              |                             |
| 82    | Ioan-Cristian Chirteș                | Mureș           | PNL              |                             |
| 83    | Károly Zsolt Császár                 | Mureș           | UDMR             |                             |
| 84/1  | Csaba Zoltán Novák                   | Mureș           | UDMR             | până la 14 noiembrie 2022   |
| 84/2  | Levente Novák                        | Mureș           | UDMR             | de la 28 noiembrie 2022     |
| 85    | Alexandru-Răzvan Cuc                 | Neamț           | PSD              |                             |
| 86    | Sorin Lavric                         | Neamț           | AUR              |                             |
| 87    | Nazare Eugen Țapu                    | Neamț           | PNL              |                             |
| 88    | Siminica Mirea                       | Olt             | PSD              |                             |
| 89    | Paul Stănescu                        | Olt             | PSD              |                             |
| 90    | Liviu-Dumitru Voiculescu             | Olt             | PSD              | ales din partea PNL         |
| 91    | Roberta Anastase                     | Prahova         | PNL              |                             |
| 92    | Laura-Mihaela Moagher                | Prahova         | PSD              |                             |
| 93    | Alexandru Nazare                     | Prahova         | PNL              |                             |
| 94    | Ștefan-Radu Oprea                    | Prahova         | PSD              |                             |
| 95    | Aurel Oprinoiu                       | Prahova         | USR              |                             |
| 96    | Lóránd Turos                         | Satu Mare       | UDMR             |                             |
| 97    | Alexandru-Robert Zob                 | Satu Mare       | USR              |                             |
| 98    | Irina Elisabeta Kovács               | Sălaj           | UDMR             |                             |
| 99/1  | Cosmin-Cristian Viașu                | Sălaj           | USR              | decedat la 21 ianuarie 2022 |
| 99/2  | Marius-Virgil Bob                    | Sălaj           | USR              | de la 1 februarie 2022      |
| 100   | Gheorghe-Adrian Cătană               | Sibiu           | AUR              |                             |
| 101   | Claudiu-Marinel Mureșan              | Sibiu           | USR              |                             |
| 102   | Nicolae Neagu                        | Sibiu           | PNL              |                             |
| 103   | Constantin-Daniel Cadariu            | Suceava         | PNL              |                             |
| 104   | Mircea Dăneasă                       | Suceava         | AUR              |                             |
| 105   | Gheorghiță Mîndruță                  | Suceava         | PSD              | ales din partea USR-PLUS    |
| 106   | Ioan Stan                            | Suceava         | PSD              |                             |
| 107   | Ionel-Dănuț Cristescu                | Teleorman       | PSD              |                             |
| 108   | Eugen Pîrvulescu                     | Teleorman       | PNL              |                             |
| 109   | Eugen Dogariu                        | Timiș           | PSD              |                             |
| 110   | Alina-Ștefania Gorghiu               | Timiș           | PNL              |                             |
| 111   | Sebastian Răducanu                   | Timiș           | PSD              |                             |
| 112   | Raoul-Adrian Trifan                  | Timiș           | USR              |                             |
| 113   | Valentin-Rică Cioromelea             | Tulcea          | AUR              |                             |
| 114   | Costel Vicol                         | Tulcea          | USR              |                             |
| 115   | Iulian-Mihail Bîca                   | Vaslui          | PSD              | ales din partea PNL         |
| 116   | Andrei Busuioc                       | Vaslui          | AUR              |                             |
| 117   | Gabriela Crețu                       | Vaslui          | PSD              |                             |
| 118   | Claudia-Mihaela Banu                 | Vâlcea          | PNL              |                             |
| 119   | Constantin-Bogdan Matei              | Vâlcea          | PSD              |                             |
| 120   | Raluca-Gabriela Ioan                 | Vrancea         | PNL              |                             |
| 121   | Angel Tîlvăr                         | Vrancea         | PSD              |                             |
| 122   | Monica-Cristina Anisie               | Mun. București  | PNL              |                             |
| 123   | Sorin Mihai Cîmpeanu                 | Mun. București  | PNL              |                             |
| 124   | Florin-Vasile Cîțu                   | Mun. București  | PNL              |                             |
| 125   | Silvia-Monica Dinică                 | Mun. București  | USR              |                             |
| 126/1 | Anca Dragu                           | Mun. București  | PLUS             | până la 20 decembrie 2023   |
| 126/2 | Adina Săniuță                        | Mun. București  | USR              | de la 1 februarie 2024      |
| 127   | Gabriela Firea                       | Mun. București  | PSD              |                             |
| 128   | Cristian Ghica                       | Mun. București  | USR              |                             |
| 129   | Gabriel Mutu                         | Mun. București  | PSD              |                             |
| 130   | Ștefan Pălărie                       | Mun. București  | PLUS             |                             |
| 131   | Elena-Simona Spătaru                 | Mun. București  | PLUS             |                             |
| 132   | Adrian Streinu-Cercel                | Mun. București  | PSD              |                             |
| 133   | Claudiu Târziu                       | Mun. București  | AUR              |                             |
| 134   | Daniel-Cătălin Zamfir                | Mun. București  | PSD              |                             |
| 135/1 | Viorel-Riceard Badea                 | Străinătate     | PNL              | până la 7 noiembrie 2023    |
| 195/2 | Mihăiță Dohotar                      | Străinătate     | PNL              | de la 13 noiembrie 2023     |
| 136   | Radu-Mihai Mihail                    | Străinătate     | USR              |                             |